# 圣皮埃尔艾格勒
圣皮埃尔艾格勒（法語：Saint-Pierre-Aigle，法語發音：[sɛ̃ pjɛʁ ɛɡl]）是法国上法蘭西大區埃纳省的一个市镇，属于苏瓦松区。

## 地理
圣皮埃尔艾格勒（49°19'12"N, 3°11'9"E）面积12.02 平方千米，位于法国上法蘭西大區埃纳省，该省份为法国北部内陆省份，北起北部省，西接索姆省和瓦兹省，东临阿登省和马恩省，西南至塞纳-马恩省，东北部与比利时接壤。
与圣皮埃尔艾格勒接壤的市镇（或旧市镇、城区）包括：绍丹、克夫尔和瓦尔瑟里、屈特里、多米耶、隆蓬、蒙戈贝尔。

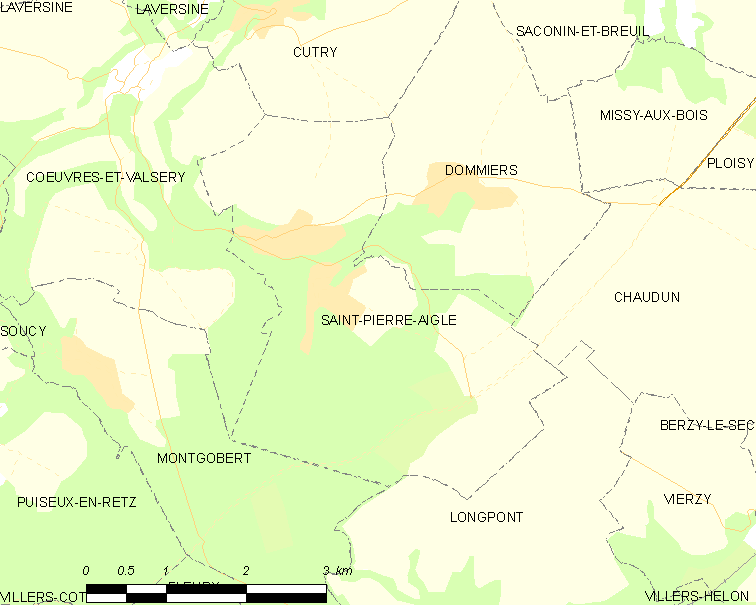
圣皮埃尔艾格勒的OSM定位图

圣皮埃尔艾格勒的时区为UTC+01:00、UTC+02:00（夏令时）。

## 行政
圣皮埃尔艾格勒的邮政编码为02600，INSEE市镇编码为02687。

## 政治
圣皮埃尔艾格勒所属的省级选区为埃纳河畔维克县。

## 人口

1962-2008年间圣皮埃尔艾格勒人口变化图示

圣皮埃尔艾格勒于2022年1月1日时的人口数量为332人。